# Mingrélskaya
Mingrélskaya (del ruso: Мингре́льская) es una stanitsa del raión de Abinsk del krai de Krasnodar en el sur de Rusia. Está situada entre los campos de arroz a orillas del canal Áushedz del río Kubán, 21 km al nordeste de Abinsk y 54 km al oeste de Krasnodar, la capital del krai. Tenía 5 112 habitantes en 2010.
Es cabeza del municipio Mingrélskoye, al que pertenece asimismo Aushed.

## Personalidades
- Konstantín Fedótovich Kovaliov (1913-1995), piloto soviético, Héroe de la Unión Soviética.